# نادي الحرجلة
نادي الحرجلة الرياضي هو نادي كرة قدم سوري من مدينة الحرجلة. تأسس عام 2015. يلعب مبارياته على ملعب الحرجلة البلدي.

## التاريخ
صعد نادي الحرجلة الرياضي إلى الدوري السوري الممتاز لموسم 2020-21 لأول مرة في تاريخه. وبذلك أصبح أول نادٍ من محافظة ريف دمشق يلعب في الدوري السوري الممتاز. في موسمهم الأول في الدوري السوري الممتاز، استقدموا على المدرب السوري فجر إبراهيم وحارس المرمى الوطني إبراهيم عالمة.